# 坂巻貞彦
坂巻 貞彦（さかまき さだひこ, 1954年10月22日-）は、東京都出身のアニメーター、キャラクターデザイナー。東京デザイナー学院（現東京ネットウエイブ）卒業

## 概要
有限会社デルタ・ピーク・プロダクション 代表取締役。
「宇宙船サジタリウス」「ジャングルブック・少年モーグリ」「冒険者」などのキャラクターデザインや、「タイガアドベンチャー」では原作およびキャラクターデザインを担当し、1900枚以上のストーリーボードを描いた。
そのほか、「あらいぐまラスカル」「ルパン三世 (TV第2シリーズ)」「スペースコブラ」など、多くのTVアニメーションで仕事をしている。

## 主な参加作品
- あらいぐまラスカル（1977年、原画）
- ペリーヌ物語（1978年、原画　5-38話）
- まえがみ太郎（1979年4月29日、原画）
- トンデモネズミ大活躍（1979年6月30日、原画）
- ルパン三世 (TV第2シリーズ) （1979年ー1980年、原画）
  - 65話「ルパンの敵はルパン」
  - 69話「とっつあんの惚れた女」
  - 80話「最後の差し入れはカップラーメン」
  - 86話「謎の夜光仮面現わる」
  - 87話「悪魔がルパンを招くとき」
  - 90話「悪い奴ほど大悪党」
  - 96話「ルパンのお料理天国」
  - 104話「もっとも危険な黄金ベット」
  - 111話「インベーダー金庫は開いたか？」
  - 129話「次元に男心の優しさを見た」
  - 147話「白夜に消えた人魚」
  - 149話「ベールをはいだメッカの秘宝」
- トム・ソーヤーの冒険（1980年、原画）
- ニルスのふしぎな旅（1980年、原画）
- 名犬ジョリィ（1981年、原画）
- じゃりン子チエ（1981年、レイアウト）
- 南の虹のルーシー（1982年、原画）
  - 9話「アデレードへの道」　ほか一本
- 太陽の子エステバン（1982年、原画）
  - 9話「ラ・ムー号の最後」
  - 16話「巨人族の襲撃」
  - 23話「マヤの神の怒り」
- スペースコブラ（1982年、原画）
  - 9話「出現!!　盗賊スノウ・ゴリラ」
  - 16話「地獄へ!　ラグボール」
  - 21話「二人のソード王」
- ミームいろいろ夢の旅（1983年ー1985年）
  - キャラクターデザイン（51話〜123話）
  - 作画監督
- 宇宙船サジタリウス（1986年、キャラクターデザイン・総作画監督）参加は38話まで
- 一休さんのとらたいじ（1987年、紙芝居/教育画劇）
- AKIRA（1988年、原画）
- ジャングルブック・少年モーグリ（キャラクターデザイン）
  - 作画監督
  - 1話「ジャングルの仲間」
  - 24話「大人への旅立ち」
- 冒険者（1992年、キャラクターデザイン）
- キテレツ大百科（1993年、作画監督）
  - 223話「ブタゴリラショック!　母ちゃん面会謝絶」
  - 228話「夏のスクープ!　勉三さんに赤ちゃんが?」
  - 233話「ブタゴリラ探偵団!　餌はトラック一台分」
  - 238話「忘れ競争!　ミョウガVS逆境タイマツ」
  - 242話「ブタゴリラの総決算!　お騒がせ大全集!」
  - 247話「コロ助の妹登場?八百八のおちゃっぴい」
  - 251話「ブタゴリラ真っ青!　野菜が肉に負けた!」
  - 255話「みよちゃんのBF(ボーイフレンド)!?　ライオンがノック」
  - 260話「コロ助のペット!　ひらがなのかおる!?」
- バイストン・ウェル物語 ガーゼィの翼（1996年、レイアウト）
  - 其の一「異世界」
- モンスターファーム〜円盤石の秘密〜（1999年）
  - レイアウト
  - 3話「怪物の森」
  - 6話「我が輩はハムである 」
  - 12話「モノリスかく語りき！」
- タイガアドベンチャー（1999年ー2000年、原作、キャラクターデザイン、レイアウトチェック）
- アキカン!（2009年、作画監督）
- FAIRY TAIL（2012年、作画監督）
- ONE PIECE（2014年、作画監督・原画）
- ルパン三世 PART IV（2015年、プロップデザイン・作画監督・原画）
- ルパン三世 ルパンは今も燃えているか?  (2018年、作画監督)
- ルパン三世 グッバイ・パートナー（2019年、作画監督・原画）
- 異世界召喚は二度目です（2023年、作画監督・原画）
- デート・ア・ライブV（2024年、作画監督）